# Санґо (буддизм)
Санґо (яп. 山号, さんごう, «гірське прізвисько») — титул буддистського монастиря в Японії. В японській мові передує офіційній назві монастиря.

## Короткі відомості
В стародавній Індії та Китаї існувала традиція будувати буддистські монастирі та віхари в горах. Робилося це за зразком общини самого Будди, розташованої на Горі грифів. Китайські гірські монастирі мали подвійні назви. Перша складова такої назви позначала гору — місце знаходження монастиря, а друга — власну назву самого монастиря. Наприклад:
- Монастир Гоцін гори Тянтай (піньїнь: tiāntáishān guóqīngsì, «монастир Чистої країни на горі Небесного плато»)
- Монастир Дунлінь гори Лу ((піньїнь: lúshān dōnglínsì, «монастир Благодатного лісу на Хатинковій горі»).

З часом назва гори стала прізвиськом　самого монастиря, яке використовувалося поряд із офіційною назвою, а інколи замінювало її.
В стародавній Японії буддистські монастирі будувалися на рівнинах, тому гірських прізвиськ не мали. Проте наприкінці 8 століття їх стали споруджувати в горах, за межами світських поселень. Першими монастирями, що мали власні санґо були Енрякудзі на горі Хіей та Конґобудзі на горі Коя. Вони постали на зразок китайських аналогів.
З кінця 12 століття санґо перетворилися на формальні титули, які надавалися монастирям не залежно від їхнього місця розташування. Першим з таких монастирів став Сейрьодзі. Він знаходився на рівнині, але отримав санґо «гора Ґодай». Протягом 13 — 15 століття, після утвердження системи «п'яти гір», що визначала п'ять головних дзенівських осередків країни, практика надання «гірських прізвиськ» усім монастирям остаточно закріпилася в Японії. Починаючи з середини 15 століття кожен японський монастир має власний санґо.